# Grande Prêmio da Bélgica de 2022
O Grande Prêmio da Bélgica de 2022 (formalmente denominado Formula 1 Rolex Belgian Grand Prix 2022) foi a décima quarta etapa da temporada de 2022 da Fórmula 1. Foi disputado em 28 de agosto de 2022 no Circuito de Spa-Francorchamps, em Spa, na Bélgica.

## Resumo
Contexto

## Resultados
Treino Classificatório
| Pos.                | No. | Driver           | Constructor           | Qualifying times | Qualifying times | Qualifying times | Final grid |
| Pos.                | No. | Driver           | Constructor           | Q1               | Q2               | Q3               | Final grid |
| ------------------- | --- | ---------------- | --------------------- | ---------------- | ---------------- | ---------------- | ---------- |
| 1                   | 1   | Max Verstappen   | Red Bull Racing-RBPT  | 1:44.581         | 1:44.723         | 1:43.665         | 141        |
| 2                   | 55  | Carlos Sainz Jr. | Ferrari               | 1:45.050         | 1:45.418         | 1:44.297         | 1          |
| 3                   | 11  | Sergio Pérez     | Red Bull Racing-RBPT  | 1:45.377         | 1:44.794         | 1:44.462         | 2          |
| 4                   | 16  | Charles Leclerc  | Ferrari               | 1:45.572         | 1:44.551         | 1:44.553         | 152        |
| 5                   | 31  | Esteban Ocon     | Alpine-Renault        | 1:46.039         | 1:45.475         | 1:45.180         | 163        |
| 6                   | 14  | Fernando Alonso  | Alpine-Renault        | 1:46.075         | 1:45.552         | 1:45.368         | 3          |
| 7                   | 44  | Lewis Hamilton   | Mercedes              | 1:45.736         | 1:45.420         | 1:45.503         | 4          |
| 8                   | 63  | George Russell   | Mercedes              | 1:45.650         | 1:45.461         | 1:45.776         | 5          |
| 9                   | 23  | Alexander Albon  | Williams-Mercedes     | 1:45.672         | 1:45.675         | 1:45.837         | 6          |
| 10                  | 4   | Lando Norris     | McLaren-Mercedes      | 1:45.745         | 1:45.603         | 1:46.178         | 174        |
| 11                  | 3   | Daniel Ricciardo | McLaren-Mercedes      | 1:46.212         | 1:45.767         | N/A              | 7          |
| 12                  | 10  | Pierre Gasly     | AlphaTauri-RBPT       | 1:46.183         | 1:45.827         | N/A              | 8          |
| 13                  | 24  | Zhou Guanyu      | Alfa Romeo-Ferrari    | 1:46.178         | 1:46.085         | N/A              | 185        |
| 14                  | 18  | Lance Stroll     | Aston Martin-Mercedes | 1:46.256         | 1:46.611         | N/A              | 9          |
| 15                  | 47  | Mick Schumacher  | Haas-Ferrari          | 1:46.342         | 1:47.718         | N/A              | 196        |
| 16                  | 5   | Sebastian Vettel | Aston Martin-Mercedes | 1:46.344         | N/A              | N/A              | 10         |
| 17                  | 6   | Nicholas Latifi  | Williams-Mercedes     | 1:46.401         | N/A              | N/A              | 11         |
| 18                  | 20  | Kevin Magnussen  | Haas-Ferrari          | 1:46.557         | N/A              | N/A              | 12         |
| 19                  | 22  | Yuki Tsunoda     | AlphaTauri-RBPT       | 1:46.692         | N/A              | N/A              | PL7        |
| 20                  | 77  | Valtteri Bottas  | Alfa Romeo-Ferrari    | 1:47.866         | N/A              | N/A              | 138        |
| 107% time: 1:51.901 |     |                  |                       |                  |                  |                  |            |
| Source:             |     |                  |                       |                  |                  |                  |            |

• ↑1  – Max Verstappen foi obrigado a iniciar a corrida na parte de trás do grid por exceder sua cota de elementos da unidade de potência.  Ele também recebeu uma penalidade de cinco posições no grid por uma nova transmissão de caixa de câmbio. A penalidade não fez diferença, pois ele já deveria largar do final do grid. 
• ↑2  – Charles Leclerc foi obrigado a iniciar a corrida na parte de trás do grid por exceder sua cota de elementos da unidade de potência.  Ele também recebeu uma penalidade de 10 lugares no grid por uma nova transmissão e caixa de câmbio. A penalidade não fez diferença, pois ele já deveria largar do final do grid. 
• ↑3  – Esteban Ocon foi obrigado a iniciar a corrida na parte de trás do grid por exceder sua cota de elementos da unidade de potência. 
• ↑4  – Lando Norris foi obrigado a iniciar a corrida na parte de trás do grid por exceder sua cota de elementos da unidade de potência. 
• ↑5  – Zhou Guanyu recebeu uma penalidade de 10 posições no grid por uma nova transmissão e caixa de câmbio. Ele foi então obrigado a iniciar a corrida na parte de trás do grid por exceder sua cota de elementos da unidade de potência. 
• ↑6  – Mick Schumacher foi obrigado a iniciar a corrida na parte de trás do grid por exceder sua cota de elementos da unidade de potência.  Ele também recebeu uma penalidade de 10 lugares no grid por uma nova transmissão e caixa de câmbio. A penalidade não fez diferença, pois ele já deveria largar do final do grid. 
• ↑7  – Yuki Tsunoda se classificou em 13º, mas foi obrigado a largar a corrida do final do grid por exceder sua cota de elementos da unidade de potência.  Os novos elementos da unidade de potência foram alterados enquanto o carro estava em parque fechado sem a permissão do delegado técnico.  Ele foi então obrigado a começar a corrida do pit lane. 
↑8  – Valtteri Bottas recebeu uma penalidade de 15 lugares por exceder sua cota de elementos da unidade de energia. Ele também recebeu uma penalidade de cinco posições no grid por um novo caso de caixa de câmbio. 
Corrida
| Pos.                                                                              | No. | Driver           | Constructor           | Laps | Time/Retired      | Grid | Points |
| --------------------------------------------------------------------------------- | --- | ---------------- | --------------------- | ---- | ----------------- | ---- | ------ |
| 1                                                                                 | 1   | Max Verstappen   | Red Bull Racing-RBPT  | 44   | 1:25:52.894       | 14   | 261    |
| 2                                                                                 | 11  | Sergio Pérez     | Red Bull Racing-RBPT  | 44   | +17.841           | 2    | 18     |
| 3                                                                                 | 55  | Carlos Sainz Jr. | Ferrari               | 44   | +26.886           | 1    | 15     |
| 4                                                                                 | 63  | George Russell   | Mercedes              | 44   | +29.140           | 5    | 12     |
| 5                                                                                 | 14  | Fernando Alonso  | Alpine-Renault        | 44   | +1:13.256         | 3    | 10     |
| 6                                                                                 | 16  | Charles Leclerc  | Ferrari               | 44   | +1:14.9362        | 15   | 8      |
| 7                                                                                 | 31  | Esteban Ocon     | Alpine-Renault        | 44   | +1:15.640         | 16   | 6      |
| 8                                                                                 | 5   | Sebastian Vettel | Aston Martin-Mercedes | 44   | +1:18.107         | 10   | 4      |
| 9                                                                                 | 10  | Pierre Gasly     | AlphaTauri-RBPT       | 44   | +1:32.181         | PL3  | 2      |
| 10                                                                                | 23  | Alexander Albon  | Williams-Mercedes     | 44   | +1:41.900         | 6    | 1      |
| 11                                                                                | 18  | Lance Stroll     | Aston Martin-Mercedes | 44   | +1:43.078         | 9    |        |
| 12                                                                                | 4   | Lando Norris     | McLaren-Mercedes      | 44   | +1:44.739         | 17   |        |
| 13                                                                                | 22  | Yuki Tsunoda     | AlphaTauri-RBPT       | 44   | +1:45.217         | PL   |        |
| 14                                                                                | 24  | Zhou Guanyu      | Alfa Romeo-Ferrari    | 44   | +1:46.252         | 18   |        |
| 15                                                                                | 3   | Daniel Ricciardo | McLaren-Mercedes      | 44   | +1:47.163         | 7    |        |
| 16                                                                                | 20  | Kevin Magnussen  | Haas-Ferrari          | 43   | +1 volta          | 12   |        |
| 17                                                                                | 47  | Mick Schumacher  | Haas-Ferrari          | 43   | +1 volta          | 19   |        |
| 18                                                                                | 6   | Nicholas Latifi  | Williams-Mercedes     | 43   | +1 volta          | 11   |        |
| Ret                                                                               | 77  | Valtteri Bottas  | Alfa Romeo-Ferrari    | 2    | Colisão           | 13   |        |
| Ret                                                                               | 44  | Lewis Hamilton   | Mercedes              | 1    | Dano após colisão | 4    |        |
| Volta mais rápida: Max Verstappen (Red Bull Racing-RBPT) – 1:49.354 (na volta 32) |     |                  |                       |      |                   |      |        |
| Source:                                                                           |     |                  |                       |      |                   |      |        |

Notas
• ↑1  – Max Verstappen Inclui um ponto pela volta mais rápida. 
• ↑2  – Charles Leclerc terminou em quinto na pista, mas recebeu uma penalidade de cinco segundos por excesso de velocidade no pit lane e perdeu uma oposição. 
• ↑3  – Pierre Gasly se classificou em oitavo, mas começou a corrida do pit lane devido a um problema técnico. 

## Curiosidades
- 3º vitória consecutiva de Max Verstappen.
- 21ª dobradinha da Red Bull.
- 100ª grande prêmio de Pierre Gasly.

## Voltas na liderança
| Nº de Voltas | Piloto           | Voltas       |
| ------------ | ---------------- | ------------ |
| 30           | Max Verstappen   | 12-15, 18-44 |
| 12           | Carlos Sainz Jr. | 1-10, 16-17  |
| 1            | Sergio Pérez     | 11           |

## 2022 DHL Fastest Pit Stop Award

### Resultado
| 1      | 14 | Fernando Alonso  | Alpine-Renault        | 2.22 | 25 |
| 2      | 11 | Sergio Pérez     | Red Bull Racing-RBPT  | 2.29 | 18 |
| 3      | 3  | Daniel Ricciardo | McLaren-Mercedes      | 2.32 | 15 |
| 4      | 1  | Max Verstappen   | Red Bull Racing-RBPT  | 2.32 | 12 |
| 5      | 55 | Carlos Sainz Jr. | Ferrari               | 2.42 | 10 |
| 6      | 10 | Pierre Gasly     | AlphaTauri-RBPT       | 2.44 | 8  |
| 7      | 4  | Lando Norris     | McLaren-Mercedes      | 2.52 | 6  |
| 8      | 63 | George Russell   | Mercedes              | 2.57 | 4  |
| 9      | 5  | Sebastian Vettel | Aston Martin-Mercedes | 2.71 | 2  |
| 10     | 18 | Lance Stroll     | Aston Martin-Mercedes | 2.77 | 1  |
| Fonte: |    |                  |                       |      |    |

### Classificação
| Tabela do DHL Fastest Pit Stop Award \| Pos \| Construtor \| Pontos \| \| --- \| --------------------- \| ------ \| \| 1 \| Red Bull Racing-RBPT \| 347 \| \| 2 \| McLaren-Mercedes \| 288 \| \| 3 \| Ferrari \| 170 \| \| 4 \| Alpine-Renault \| 148 \| \| 5 \| Williams-Mercedes \| 129 \| \| 6 \| Aston Martin-Mercedes \| 116 \| \| 7 \| AlphaTauri-RBPT \| 90 \| \| 8 \| Mercedes \| 71 \| \| 9 \| Alfa Romeo-Ferrari \| 23 \| \| 10 \| Haas-Ferrari \| 10 \| |                       |        |
| Pos | Construtor            | Pontos |
| 1 | Red Bull Racing-RBPT  | 347    |
| 2 | McLaren-Mercedes      | 288    |
| 3 | Ferrari               | 170    |
| 4 | Alpine-Renault        | 148    |
| 5 | Williams-Mercedes     | 129    |
| 6 | Aston Martin-Mercedes | 116    |
| 7 | AlphaTauri-RBPT       | 90     |
| 8 | Mercedes              | 71     |
| 9 | Alfa Romeo-Ferrari    | 23     |
| 10 | Haas-Ferrari          | 10     |

## Tabela do campeonato após a corrida
Somente as cinco primeiras posições estão incluídas nas tabelas.
| Pos | Piloto           | Pontos | Var     |  |
| --- | ---------------- | ------ | ------- |  |
| 1   | Max Verstappen   | 284    | Estável |  |
| 2   | Sergio Pérez     | 191    | 1       |  |
| 3   | Charles Leclerc  | 186    | 1       |  |
| 4   | Carlos Sainz Jr. | 171    | 1       |  |
| 5   | George Russell   | 170    | 1       |  |

| Pos | Construtor           | Pontos |         |
| --- | -------------------- | ------ | ------- |
| 1   | Red Bull Racing-RBPT | 475    | Estável |
| 2   | Ferrari              | 357    | Estável |
| 3   | Mercedes             | 316    | Estável |
| 4   | Alpine-Renault       | 115    | Estável |
| 5   | McLaren-Mercedes     | 95     | Estável |